# Mibu no Tadami
Mibu no Tadami (壬生忠見?) (fecha desconocida) fue un poeta waka y noble japonés de mediados del período Heian.  Fue designado miembro de los treinta y seis poetas inmortales y uno de sus poemas fue incluido en la famosa antología Hyakunin Isshu. Su padre Mibu no Tadamine también fue un distinguido poeta.
Sus poemas se encuentran en varias antologías imperiales de poesía. También se mantiene una colección personal de poesía conocida como Tadamishū (忠見集?)

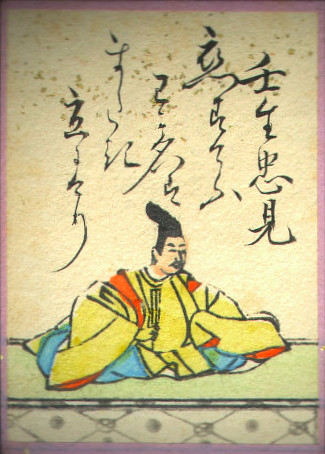
Mibu no Tadami, del Ogura Hyakunin Isshu.